# Pentecosta (mestre d'Osormort)
Pentecosta és una pintura mural al tremp del segle xii procedent de l'absis de Sant Joan de Bellcaire (Baix Empordà), ubicada actualment a la sala 1 del romànic del Museu d'Art de Girona. El tema de la Pentecosta és un tema poc corrent en la pintura romànica, i menys com a tema principal de la decoració de l'església, ubicada en l'absis principal.

## Autor
Aquestes pintures s'atribueixen a l'anomenat Mestre d'Osormort, mestre (o taller) que hom considera autor de les pintures de l'església de Sant Sadurní d'Osormort (Osona) i també d'unes de Sant Martí del Brull i de les de Sant Esteve de Maranyà (el Baix Empordà). Aquest mestre se l'emparenta amb l'art de la zona del Poitou francès, del principi del segle xii.

## Història
Les pintures de Bellcaire van ser trobades en la primera restauració de l'edifici entre el 1927 i el 1931, quan es va desmuntar el retaule barroc que tancava el semicercle absidal. Uns quants anys més tard, entre el 1932 i el 1934, els frescos van ser arrencats, traspassats a un suport i emmarcats.
L'església de Sant Joan de Bellcaire d'Empordà, és de fundació preromànica, però reedificada entorn del s. XI, ja en estil romànic. Del conjunt, avui només conservem les pintures de la volta i les del primer registre del mur semicircular, que, en haver estat arrencades i traslladades sobre tela, han perdut la seva forma semicircular. Al Museu d'Art no s'hi troben totes les pintures conservades, ja que hi manquen dues figures d'apòstols que originalment van anar a una col·lecció particular (d'Antoni Batlló, Barcelona) i des de l'any 2015 són al MNAC com a part integrant de la donació de la col·lecció Antonio Gallardo Ballart.

## Descripció
Aquesta pintura mural representa un fragment de l'escena de la Pentecosta, tal com es descriu en els Fets dels Apòstols. La Pentecosta no era una composició habitual en les representacions dels absis, i de fet la de Bellcaire, és l'única decoració pictòrica absidal d'època romànica. A la part de la volta de l'absis, hi ha representada la Trinitat: en el centre, l'Esperit Sant en forma de colom blanc nimbat; al costat dret, una figura asseguda i amb aurèola, que ocupa tota l'alçària disponible del lateral de la volta, i que l'aplanament de les pintures deforma de manera considerable. Cal suposar que una tercera figura ocupava l'espai restant a l'esquerra. Les figures de la Trinitat estan separades del registre inferior per mitjà d'un fris o sanefa composta per una successió de línies vermelles ondulades, sobre un fons blanc. Els motius de la sanefa són travessats per les llengües de foc -irradiades pel colom de l'Esperit Sant- que cauen damunt dels apòstols.
Formalment, la línia domina en tota la composició. Dels rostres de perfil dels apòstols, en destaquen ben marcats el nas i la boca, i els ulls, resseguits amb una línia negra. Una taca vermella dona joc i volum a les galtes. La forma de les mans i els peus del conjunt de les figures és rectangular i compacta: els dits de les mans són allargats, i els dels peus –només visibles els de Crist, que curiosament en té sis en el peu esquerre– són marcats per línies.
Les vestimentes de les figures són de caràcter poc natural, molt geometritzades. Tot el conjunt fa una sensació d'immobilitat, el volum hi és poc present. La línia hi predomina, retallant les figures sobre un fons sense profunditat, neutre en el registre superior i geometritzant en l'inferior, decorat amb una retícula on predominen els colors blau i vermell.